# Chalcosia
Chalcosia är ett släkte av fjärilar. Chalcosia ingår i familjen bastardsvärmare.

## Bildgalleri

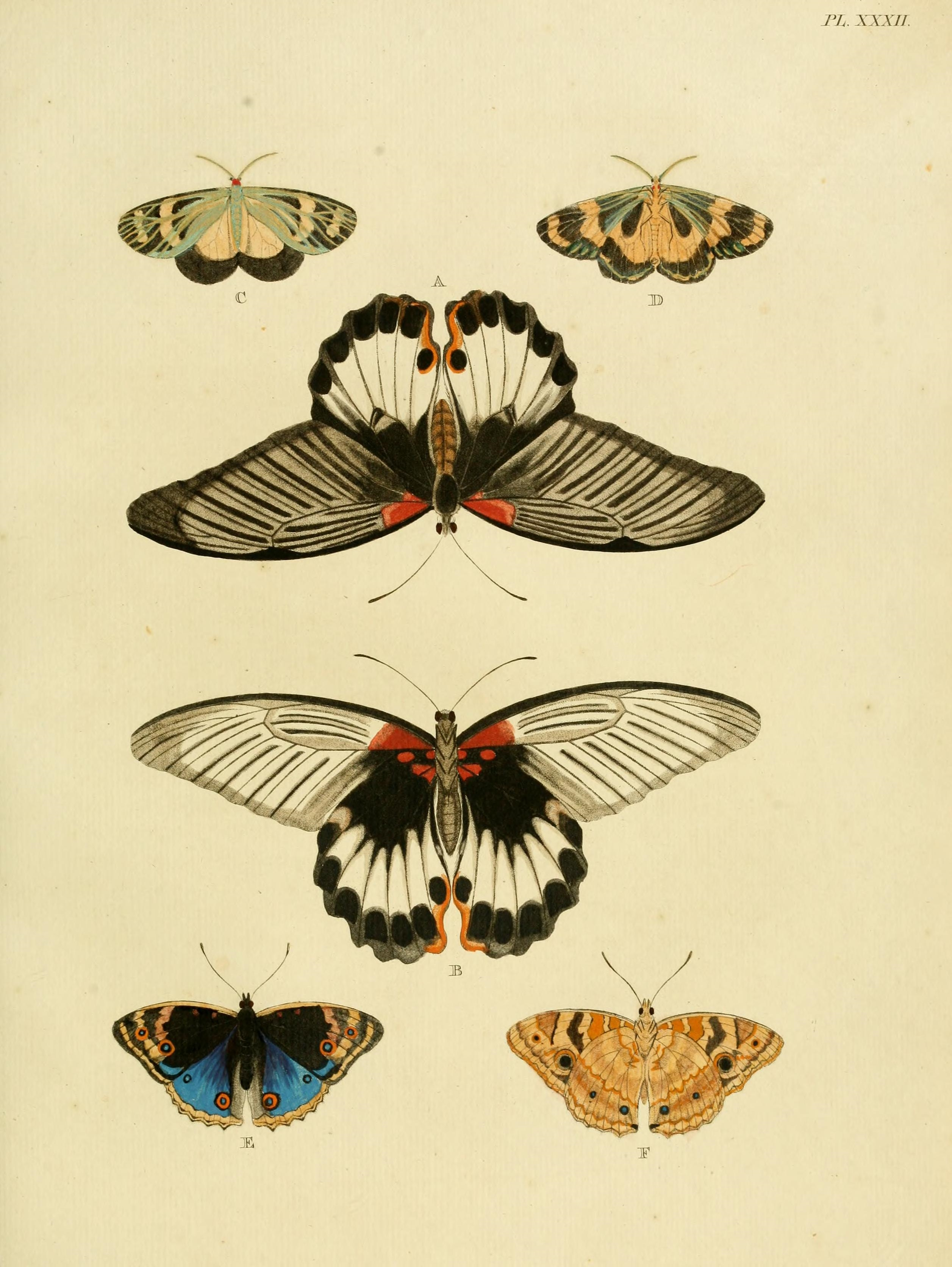
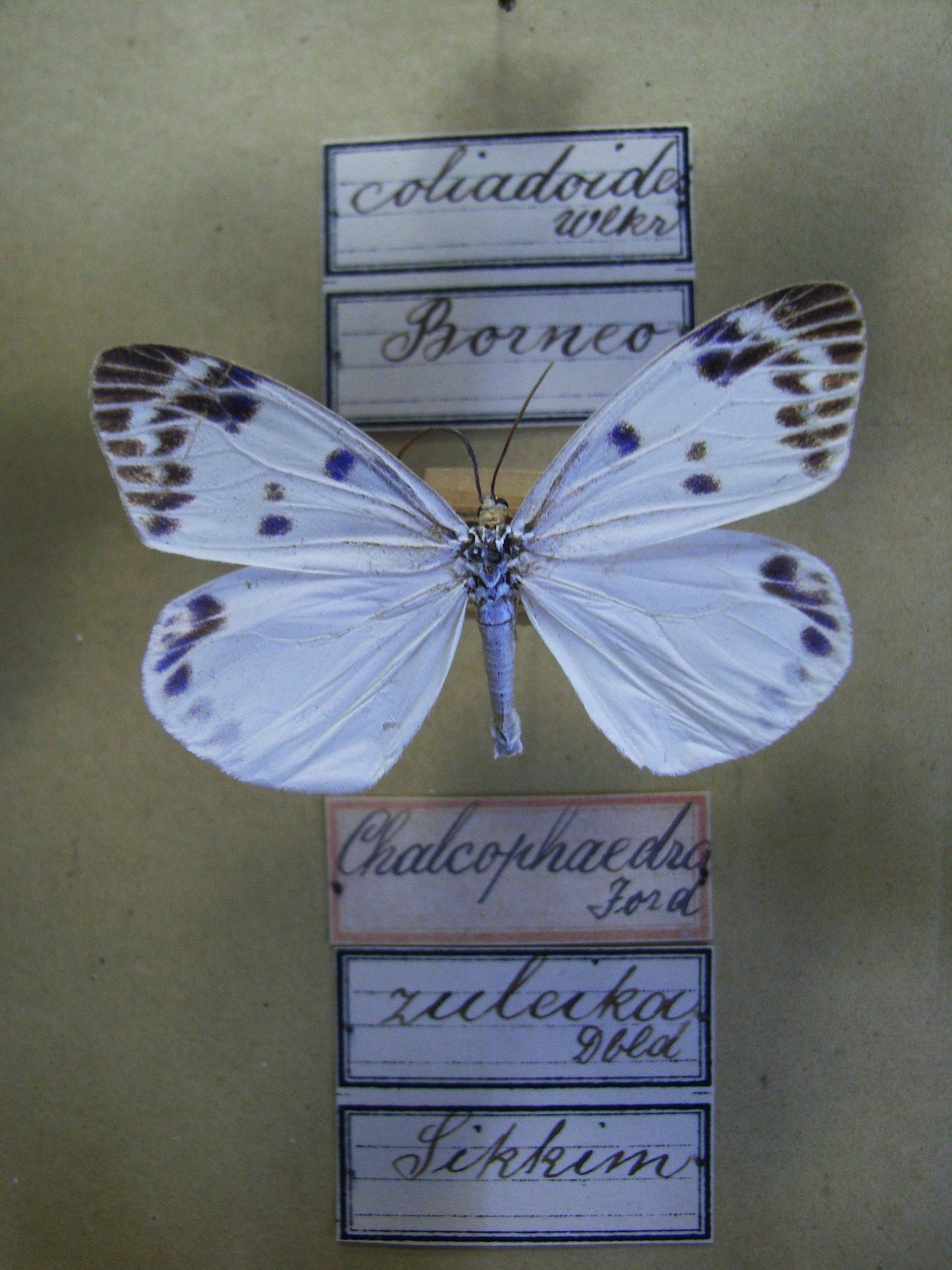

## Dottertaxa tillChalcosia, i alfabetisk ordning[1]
- Chalcosia aemula
- Chalcosia affinis
- Chalcosia albata
- Chalcosia albina
- Chalcosia albocellularis
- Chalcosia alpherakyi
- Chalcosia annamatica
- Chalcosia argentata
- Chalcosia auxo
- Chalcosia birmanica
- Chalcosia campa
- Chalcosia coliadoides
- Chalcosia contraducta
- Chalcosia diana
- Chalcosia enganica
- Chalcosia eximia
- Chalcosia flavicollis
- Chalcosia formosana
- Chalcosia formosicola
- Chalcosia glaucoplaga
- Chalcosia guérini
- Chalcosia hainana
- Chalcosia ideaoides
- Chalcosia intermedia
- Chalcosia latifasciata
- Chalcosia myrrhina
- Chalcosia nyctemeroides
- Chalcosia nympha
- Chalcosia obtusa
- Chalcosia paviei
- Chalcosia pectinicornis
- Chalcosia peraffinis
- Chalcosia phalaenaria
- Chalcosia pretiosa
- Chalcosia pulchella
- Chalcosia quadrifasciata
- Chalcosia remota
- Chalcosia reticularis
- Chalcosia similata
- Chalcosia subcincta
- Chalcosia suffusa
- Chalcosia syfanica
- Chalcosia thaivana
- Chalcosia thallo
- Chalcosia thalloalis
- Chalcosia thibetana
- Chalcosia tiberina
- Chalcosia venosa
- Chalcosia virginalis
- Chalcosia viridisuffusa
- Chalcosia yayeyamana
- Chalcosia zehma